# Моя жена и тёща
«Моя́ жена́ и тёща» (англ. My Wife and My Mother-in-Law) — двойственное изображение, которое можно воспринимать как девушку или старуху («жену» и «тёщу», соответственно).

## История
Американский карикатурист Уильям Эли Хилл (1887—1962) опубликовал двусмысленный образ «Моя жена и тёща» в американском юмористическом журнале Puck 6 ноября 1915 года с подписью: «Они обе на этой картинке — найдите их» («They are both in this picture — find them»). Тем не менее, старейшим из известных видов такого изображения является германская открытка 1888 года.
В 1930 году американский психолог Эдвин Боринг представил эту фигуру другим психологам в статье под названием «Новая двусмысленная фигура» («A new ambiguous figure»), и с тех пор изображение стало появляться в учебниках и экспериментальных исследованиях.

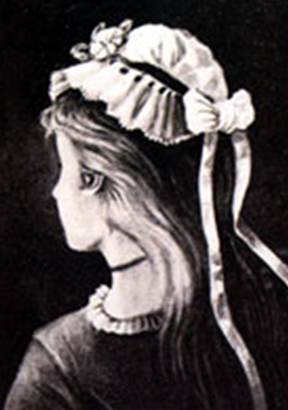
Германская открытка 1888 года
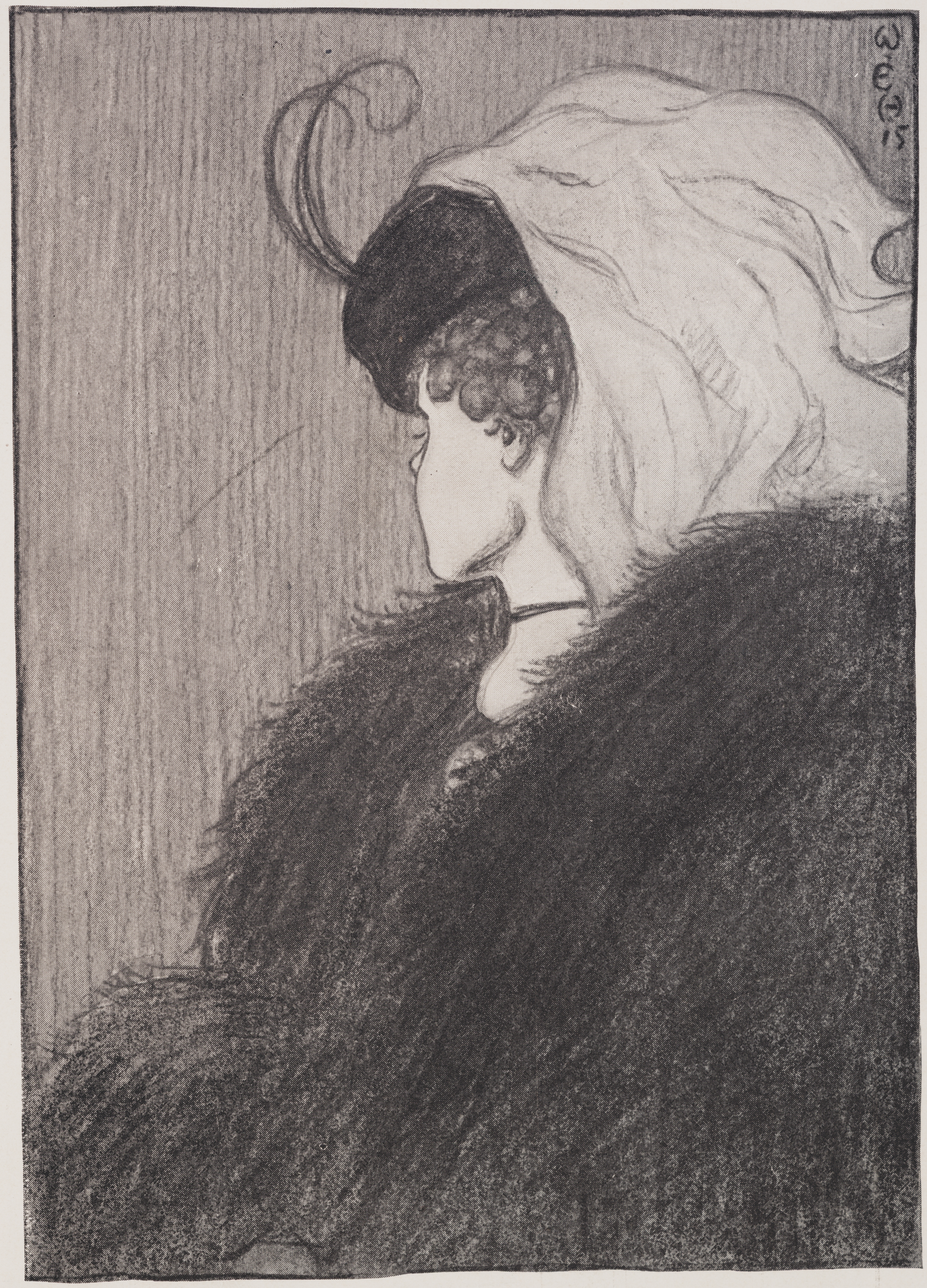
«Моя жена и тёща» от 1915 года